# هاري كروز
هاري كروز (بالإنجليزية: Harry Crews)‏ (7 يونيو 1935، ألما في الولايات المتحدة - 28 مارس 2012، غينزفيل في الولايات المتحدة)؛ كاتب، ممثل وروائي أمريكي.

## روابط خارجية
- هاري كروز على موقع IMDb (الإنجليزية)
- هاري كروز على موقع ألو سيني (الفرنسية)
- هاري كروز على موقع أول موفي (الإنجليزية)
- هاري كروز على موقع قاعدة بيانات الأفلام السويدية (السويدية)
- هاري كروز على موقع إن إن دي بي (الإنجليزية)
- هاري كروز على موقع قاعدة بيانات الفيلم (الإنجليزية)
- هاري كروز على موقع كينوبويسك (الروسية)